# Giardini-Naxos
Giardini Naxos (Jardina in siciliano) è un comune italiano di 9 385 abitanti della città metropolitana di Messina in Sicilia.
Al vecchio nome del comune (Giardini), con legge regionale n. 13 del 1978 si aggiunse Naxos per ricordare la sede dell'antica colonia greca fondata nell'VIII secolo a.C., il cui sito archeologico si estende nei pressi di capo Schisò.

## Geografia fisica

### Territorio
Il territorio è una striscia prevalentemente pianeggiante, di forma pressoché rettangolare, situata sul mar Ionio nella Sicilia orientale. Le coordinate geografiche del Comune sono: 37° 50' di latitudine nord e 2° 49' 12'' di longitudine est del meridiano di Monte Mario.
Confina a nord e a ovest con il Comune di Taormina, a est con il mare Ionio a sud è separato dal fiume Alcantara con il Comune di Calatabiano in provincia di Catania. L'altimetria del centro va dai 5 ai 39 m sul livello del mare; il punto più elevato del Comune raggiunge i 210 m nel quartiere Mastrissa.

### Clima
L'inverno è caratterizzato dalla mitezza; in questa stagione la temperatura media si aggira sui 12 °C. In dicembre le giornate sono spesso soleggiate e in gennaio-febbraio, che sono i mesi relativamente più freddi, la temperatura media non si discosta molto dai 10 gradi sopra lo zero. Eccezionalmente il termometro si avvicina a zero gradi Celsius. In questi mesi invernali si verificano prevalentemente le rare precipitazioni atmosferiche. La neve e il gelo sono fenomeni quasi sconosciuti.
La primavera, invece, si affretta a venire e provoca una precoce fioritura delle piante; la serenità del cielo è una costante di questa stagione, in cui il termometro si innalza di un paio di gradi, con una media generale di 18 °C. A giugno si è in piena estate; in luglio-agosto si raggiunge il massimo della temperatura, con una media estiva intorno ai 28 °C, a settembre invece la temperatura diminuisce sensibilmente. L'autunno rispetto alla primavera è più piovoso, ma con la stessa temperatura media di 18 °C.

## Storia

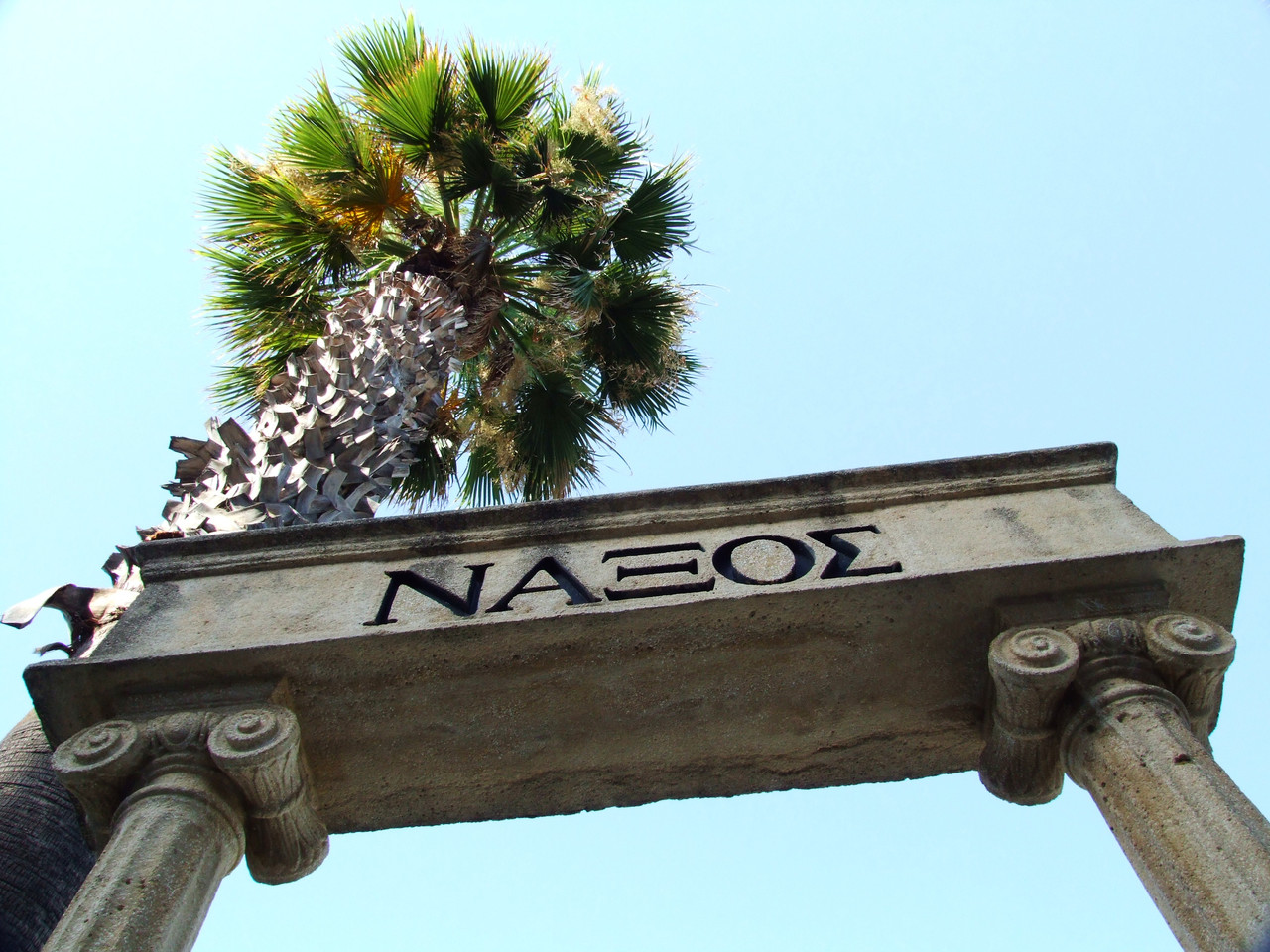
Naxos (Νάξος) in lingua greca

Nell'attuale collocazione di Giardini-Naxos, presso Capo Schisò, nel 734 a.C. dei coloni calcidesi fondarono quello che è stato ritenuto per molto tempo il primo insediamento greco in Sicilia. Alla nuova colonia venne attribuito il nome di Naxos come l'omonima isola nel Mar Egeo. Nonostante rimanesse un centro di modeste dimensioni, mantenne il suo valore simbolico, in quanto venne eretto un altare in onore di Apollo Archegetes, ed era il punto di partenza degli ambasciatori greci in ritorno alla madrepatria.
Durante la guerra del Peloponneso, Naxos si schierò con Atene, ma quando nel 413 a.C. la spedizione militare ateniese in Sicilia fallì, il tiranno siracusano Dionigi il Vecchio la fece radere al suolo e fece costruire sull'altura sovrastante Tauromenion (Taormina). Il territorio venne donato ai Siculi e gli abitanti furono venduti come schiavi.

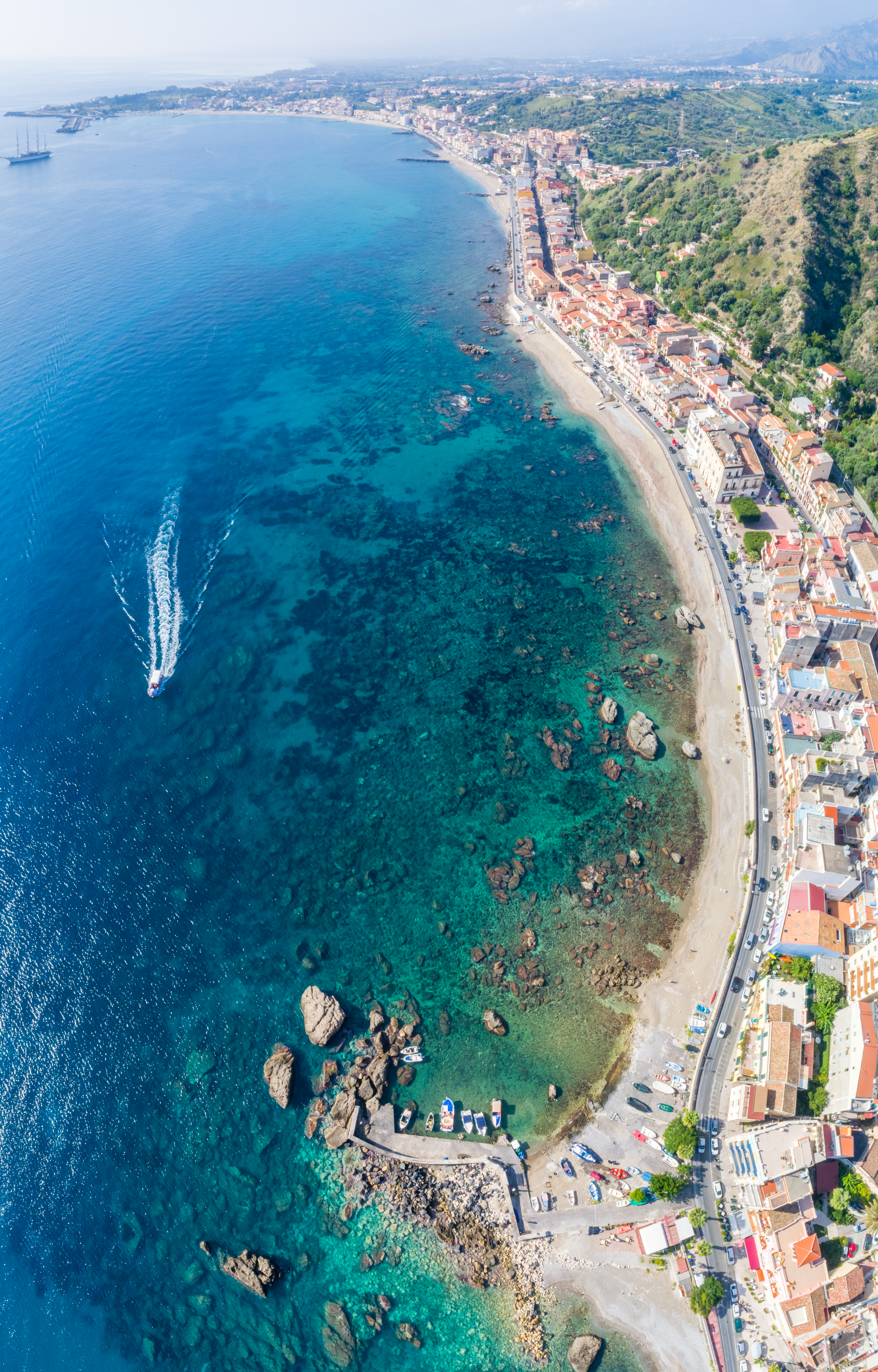
Panorama

Il nome Naxos permase nel tempo anche in epoca romana e nell'Itinerario Antonino del III secolo d.C. viene citato come località per lo scambio di cavalli lungo la strada consolare in direzione Siracusa. Nel periodo bizantino sulle spoglie della colonia greca si andò a formare un piccolo centro abitato, questo diventò l'approdo strategico per la vicina Taormina. Il periodo di dominio arabo ha lasciato numerosi toponimi come quello del vicino fiume Alcantara o dello stesso Capo Schisò.
Durante il XV secolo nelle campagne adiacenti al centro abitato si diffuse la coltivazione della canna da zucchero e il paese iniziò ad essere militarmente protetto grazie alla costruzione di un torrione quadrangolare sull'estremità di Capo Schisò, della Torre Vignazza e all'ampliamento di un vecchio castello medievale. Nel 1719 per il crescente numero di abitanti si formò la comunità parrocchiale intitolata a Maria Santissima della Raccomandata.
Giardini dal 1º gennaio 1847 ottenne l'autonomia da Taormina e nell'agosto del 1860 dalla sua baia partì Garibaldi con la sua truppa per dirigersi sulle coste calabresi.
Dall'800 in poi nel territorio si svilupparono, oltre che la pesca, attività legate all'agricoltura, soprattutto di agrumi, all'artigianato in ferro battuto e in ceramica.
Negli ultimi decenni queste attività sono quasi del tutto scomparse e si è cercato di riconvertire l'economia del paese guardando verso il turismo come principale fonte di sostentamento, costruendo strutture ricettive e sfruttando la vocazione turistica del litorale. Oggi Giardini-Naxos è, assieme alle contigue Taormina e Letojanni, una delle località balneari più popolari della Sicilia orientale.

### Simboli
Lo stemma e il gonfalone sono stati concessi con decreto del presidente della Repubblica dell'8 ottobre 1959.
Lo stemma è uno scudo d'argento, alla fascia di azzurro, con un grappolo di uva, pampinoso di due, accompagnato in punta dalla scritta Naxion.
Il gonfalone è un drappo partito di azzurro e di bianco.

## Monumenti e luoghi d'interesse
- Nike di Kalkis: rappresenta il simbolo di Giardini Naxos e del gemellaggio con Chalkis (1966);
- Chiesa madre: Santa Maria Raccomandata;
- Statua di Teocles il fondatore di Naxos;
- Parco archeologico di Naxos;
- Castello di Schisò: ovvero una fortificazione militare sorta nel medioevo.
- Chiesa Santa Maria Immacolata;
- Chiesa San Pancrazio;
- Porta di Naxos; rappresenta il simbolo del gemellaggio con le Cicladi (2000);
- Il tempio olimpico di Giardini Naxos;
- Parco Apollo Archageta;
- Città Arcaica;
- Città del V secolo;
- Monumento ai caduti della prima guerra mondiale, realizzato nel 1923 dallo scultore Anacleto Brunetto[8].

### La Nike di Kalkis
La Nike di Kalkis, una statua in bronzo creata da Carmelo Mendola, costituisce il simbolo di Giardini Naxos. Collocata nel quartiere Schisò nel 1965, rappresenta il gemellaggio tra Giardini Naxos e Calcide Eubea.

### Centro storico
Il Corso Umberto è il salotto della città. Attraversa Giardini Naxos da Sud a Nord partendo da Piazza San Giovanni fino a Via Roma, si affacciano alcuni degli edifici più importanti della città, tra cui la Chiesa madre: S.Maria Raccomandata, il Palazzo dei Naxioti, la Chiesa S. Maria Immacolata e altri edifici storici.

### Piazze e vie storiche centrali
Piazza Abate Cacciola, piazzetta Garibaldi, piazzetta del Feudo, piazza San Giovanni, corso Umberto, via delle Rimembranze.

## Cultura

### Istruzione
A Giardini-Naxos vi è un liceo scientifico, da poco anche a indirizzo linguistico (francese, spagnolo e tedesco).

### Musei
- Museo archeologico
- Museo di storia naturale
- Museo del mare

### Gastronomia
- La granita
- Nelle borgate marinare vi sono molti ristoranti che propongono menu a base di solo pesce fresco.

### Eventi civili
- Carnevale (invernale ed estivo)
- La fiera del 1º aprile
- Sagra del pesce
- Naxoslegge: Festival delle narrazioni, della lettura e del libro
- Festival del Film per Ragazzi

## Religione

### Luoghi di culto
- Chiesa Madre di Santa Maria Raccomandata
- Chiesa Santa Maria Immacolata
- Chiesa San Pancrazio
- Chiesa Sant'Antonino

### Eventi religiosi
- Festa della Madonna: S.Maria Raccomandata. Patrona della città di Giardini Naxos
- Festa di San Giovanni Battista nei quartieri: San Giovanni e Mastrociccio
- Festa di San Pancrazio di Taormina nei quartieri: San Pancrazio, Recanati Mareprovvido e Schisò
- Festa di Sant'Antonio da Padova nel quartiere Ortogrande
- Festa della Madonna del Carmelo nei quartieri Calcarone e Bruderi
- Festa della Madonna: S.Maria Immacolata
- Processioni delle varette '' Venerdì Santo''

### Festa della Madonna
Viene festeggiata solennemente l'8 settembre, giorno della natività di Maria. È tradizione che la festa non venga spostata di data. Essa si articola nell'annuncio dato il 25 agosto (il 25 di ogni mese si celebra in parrocchia la giornata mariana) e nella novena dal 30 agosto al 7 settembre, in cui da alcuni anni ormai non manca il momento che ricorda il legame della Raccomandata con i marinai, attraverso la celebrazione della Messa al porticciolo Saja e la rievocazione dell'arrivo del simulacro. Il 7 settembre è il giorno dedicato alla discesa del simulacro sui binari (un tempo di legno, oggi di ferro), per essere intronizzata dopo l'accoglienza simbolica del parroco. L'offerta dei fiori e il bacio alla statua completano la cerimonia. L'8 settembre trascorre nelle celebrazioni delle messe e nella solenne concelebrazione eucaristica delle ore 10,30, con l'offerta del cero da parte del sindaco a nome della città e l'offerta dei doni da parte dei pescatori. Dopo la messa serale delle 18.00 segue l'uscita del simulacro sul fercolo inizia la processione per le vie del paese dal quartiere Saja a Schisó. Il saluto e la benedizione con la reliquia concludono la processione della durata di circa due ore e mezza. Il 9 settembre la salita del simulacro all'altare maggiore, sede abituale della statua della Raccomandata, conclude i festeggiamenti.

### Festa di San Giovanni Battista
La festa di San Giovanni Battista è un'antica festa nata nell'antico Borgo delli Giardini quando la gente si ritrovava a pregare davanti alla cosiddetta "Cona di San Ciuvanni" tutt'oggi presente in un edificio di Via Umberto I. Viene festeggiato solennemente il 24 giugno, il giorno della natività di Giovanni. Essa è articolata nell'annuncio dato il 14 giugno e nel novenario dal 15 al 23 giugno. Il 15 giugno è il giorno dedicato all'inizio della novena e alla discesa del simulacro sui binari. Il 24 giugno trascorre nelle varie celebrazioni la prima alle ore 08:00 la seconda alle ore 11:00 e la terza messa solenne alle ore 19:00 verso le ore 16:00 la banda passa per le vie creando un'atmosfera di festa. con il passaggio della vara tra i quartieri San Giovanni e Mastrociccio. La processione si conclude dopo 2 ore di intensa devozione che si conclude dopo la preghiera di ringraziamento e la salita del simulacro nella sua sede abituale.

### Festa di San Pancrazio Vescovo di Taormina (Primo Vescovo di Sicilia)
Viene festeggiato la seconda Domenica di agosto. Si ricorda infatti la rievocazione dello sbarco di San Pancrazio a Giardini Naxos intorno all'anno 100.Il giorno della festa trascorre con le ordinarie celebrazioni eucaristiche ore: 08:00, 10:00 e per finire ore 19:00. Subito dopo la messa inizia la processione che porta il Santo al porto della Città nella quale il simulacro viene traslato su di un peschereccio che lo porta in processione attraversando la baia di Naxos viene deposta a mare una corona di fiori nel ricordo dei morti del Mare Nostrum. Dopo il rientro la Celebrazione eucaristica solenne chiude i festeggiamenti.

## Economia

### Turismo
Il turismo soprattutto straniero, attratto dalla vicinanza con Taormina, si sviluppa prevalentemente nella fascia di lungomare che alterna spiagge libere a lidi privati ed è ricco di ristoranti, pizzerie e strutture ricettive.
La conformazione originale della baia è di sabbia e scogliera.
Giardini Naxos ha inoltre un porticciolo, che è usato anche per portare sulla terraferma i turisti che scendono dalle navi da crociera.

## Infrastrutture e trasporti

### Strade
Giardini-Naxos è facilmente raggiungibile tramite l'Autostrada A18 Messina-Catania. Lo svincolo denominato proprio Giardini Naxos si trova tra quelli di Taormina e Fiumefreddo.

### Ferrovie
Giardini comprende due stazioni ferroviarie:
- la stazione di Taormina-Giardini, in realtà più vicina al centro di Giardini-Naxos che a quello di Taormina, aperta nel 1866.
- la stazione di Alcantara situata nella frazione Chianchitta.

## Società

### Evoluzione demografica
Abitanti censiti

### Etnie e minoranze straniere
Secondo i dati ISTAT al 31 dicembre 2010 la popolazione straniera residente era di 648 persone.
Le nazionalità maggiormente rappresentate in base alla loro percentuale sul totale della popolazione residente erano:
- Romania 146 1,51%

## Geografia antropica

### Urbanistica

#### Quartieri
- Mastrissa
- Ortogrande
- Saja
- Rimembranze
- San Giovanni
- Mastrociccio
- San Pancrazio
- Schisò
- Recanati
- Pallio
- Chianchitta
- Calcarone
- Bruderi

## Amministrazione
Di seguito è presentata una tabella relativa alle amministrazioni che si sono succedute in questo comune.
| Periodo          | Periodo          | Primo cittadino            | Partito                     | Carica              | Note   |
| ---------------- | ---------------- | -------------------------- | --------------------------- | ------------------- | ------ |
| 15 luglio 1989   | 1º dicembre 1989 | Antonio Veroux             | Democrazia Cristiana        | Sindaco             | [ 10 ] |
| 1º dicembre 1989 | 15 gennaio 1991  | Giuseppe Scalia            |                             | Comm. pref.         | [ 10 ] |
| 15 gennaio 1991  | 14 aprile 1992   | Anacleto Lo Giudice        | Partito Socialista Italiano | Sindaco             | [ 10 ] |
| 14 aprile 1992   | 10 marzo 1994    | Salvatore Antonino Falanga | Partito Socialista Italiano | Sindaco             | [ 10 ] |
| 10 marzo 1994    | 29 giugno 1994   | Salvatore Saja             |                             | Comm. straordinario | [ 10 ] |
| 29 giugno 1994   | 25 maggio 1998   | Salvatore Falanga          | lista civica                | Sindaco             | [ 10 ] |
| 25 maggio 1998   | 27 maggio 2003   | Salvatore Giglio           | lista civica                | Sindaco             | [ 10 ] |
| 27 maggio 2003   | 17 giugno 2008   | Salvatore Giglio           | lista civica                | Sindaco             | [ 10 ] |
| 22 ottobre 2008  | 1º giugno 2010   | Letizia Di Liberti         |                             | Comm. straordinario | [ 10 ] |
| 1º giugno 2010   | 5 ottobre 2020   | Pancrazio Lo Turco         | lista civica                | Sindaco             | [ 10 ] |
| 5 ottobre 2020   | in carica        | Giorgio Stracuzzi          | lista civica                | Sindaco             | [ 10 ] |

### Altre informazioni amministrative
Il comune di Giardini-Naxos fa parte delle seguenti organizzazioni sovracomunali: regione agraria n.10 (Colline litoranee di Taormina).

## Sport

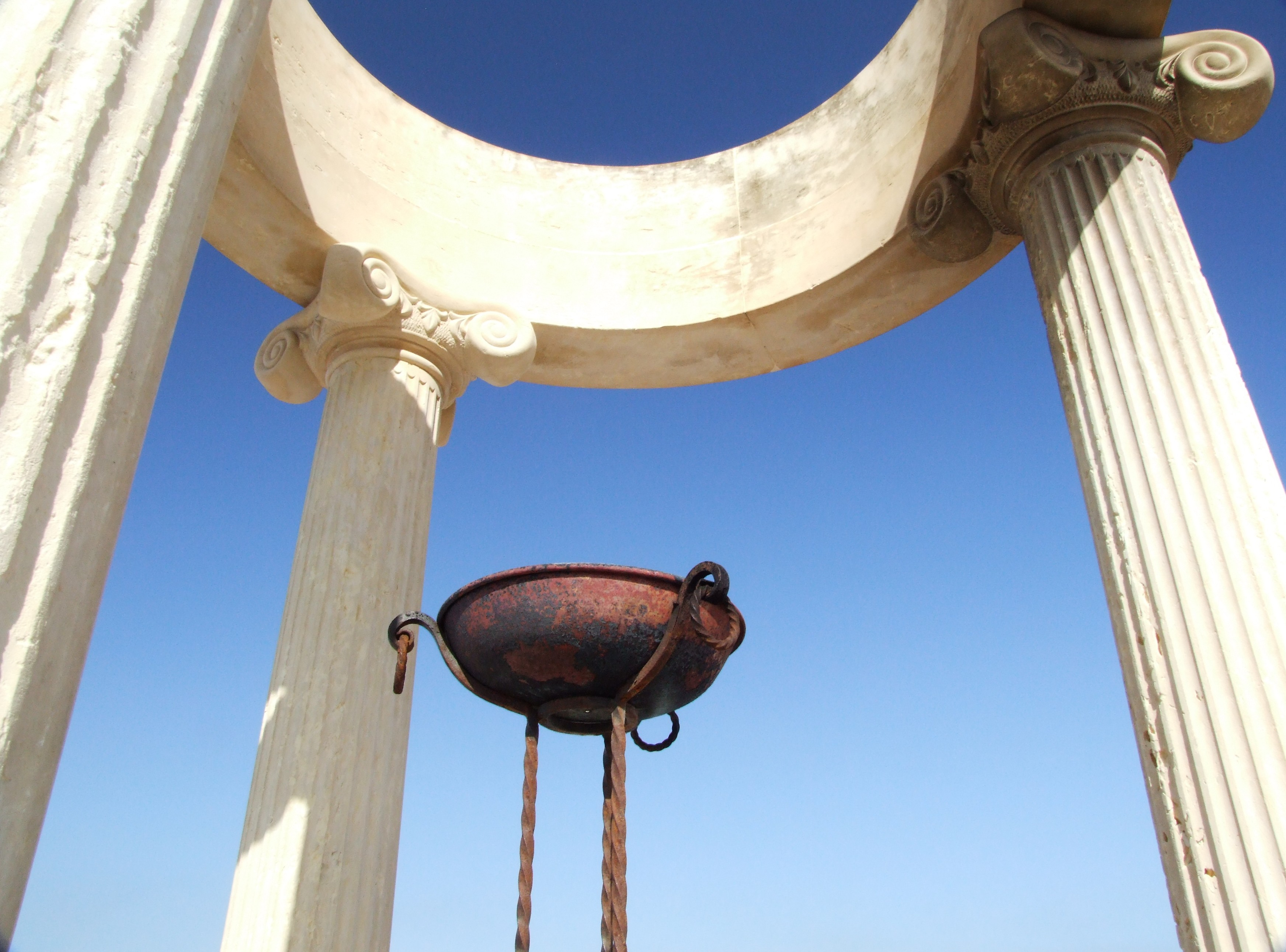
Il tempio olimpico di Giardini Naxos, eretto nel 1960 per onorare la fiaccola olimpica diretta a Roma

### Calcio
La squadra Asd Giardini Naxos milita nel campionato di Promozione girone C Sicilia.
La seconda squadra della città è la Nike Torino Club Giardini, militante nel campionato di Prima Categoria, girone Sicilia.

#### Impianti sportivi
- Campo Sportivo Comunale, situato a Calcarone.
- Palestra Comunale, situata a Mastrociccio.
- Palestra Comunale, situata a Bruderi.
- Palestra Comunale, situata a Schisò.
- Pallio Stadium, situato a Pallio.
- Società Nautica, situata a Giardini.
- H2o Fun e Fit, centro sportivo situato a Recanati